# Strykowskie-See
Der Strykowskie-See (polnisch Jezioro Strykowskie) ist ein 8,5 Kilometer langer, bis zu 700 Meter breiter See in der polnischen Woiwodschaft Großpolen.
Der Strykowskie-See erstreckt sich von Norden nach Süden westlich der Stadt Stęszew in der Großpolnischen Seeplatte. Nur das westliche Ufer ist bewaldet.  Am östlichen Ufer befindet sich das Schloss von Treskow. In Strykowo ist auch ein Badestrand. Im See leben viele Fischarten wie z. B. die Karpfen, die Zander, die Hechte, die Ukelei, die Barsche und die Aale.

## Weblink
- Information auf der Website der Gemeinde Granowo (polnisch)